# Raimo Ramón Goyarrola Belda
Raimo Ramón Goyarrola Belda (Bilbao, 20 luglio 1969) è un vescovo cattolico spagnolo, dal 29 settembre 2023 vescovo di Helsinki e dall'11 settembre 2024 vicepresidente della Conferenza episcopale della Scandinavia.

## Biografia
Raimo Ramón Goyarrola Belda è nato a Bilbao il 20 luglio 1969.

### Formazione e ministero sacerdotale
Nel 1987, all'età di diciotto anni, ha chiesto l'ammissione alla prelatura personale dell'Opus Dei.
Dal 1991 al 1994 è stato vicedirettore del dormitorio studentesco di Belagua. Nel 1993 ha conseguito la laurea in medicina e chirurgia presso l'Università di Navarra a Pamplona. Ha poi lavorato fino all'anno successivo come medico presso l'Ospedale dell'Università di Navarra e presso la base militare di Gerona.
Ha compiuto gli studi ecclesiastici presso la Pontificia Università della Santa Croce a Roma e nel 2002 ha ottenuto il dottorato in teologia dogmatica con un elaborato intitolato "Iglesia de Roma y ministerio petrino: estudio sobre el sujeto del primado (sedes o sedens) en la literatura teológica postconciliar".
Il 14 febbraio 2002 è stato ordinato diacono e 1º settembre successivo presbitero per la Prelatura della Santa Croce e Opus Dei. In seguito è stato cappellano del Collegio privato "Tabladilla" e direttore spirituale dell'associazione giovanile Tarfia a Siviglia dal 2002 al 2006.
Nel 2006 è stato inviato a Helsinki, in Finlandia, dove ha iniziato il suo ministero pastorale come cappellano presso lo residenza universitaria "Tavasttähti" e come assistente pastorale universitario. In seguito è stato insegnante di religione in varie scuole statali della capitale; rappresentante diocesano nel Consiglio ecumenico finlandese e membro dello staff direttivo e del comitato etico dello stesso e cappellano militare.
Nel settembre del 2011 è stato nominato vicario generale. È stato inoltre membro del collegio dei consultori, del consiglio presbiterale  e della commissione liturgica diocesana, postulatore della causa di canonizzazione del beato Hemming, vescovo di Åbo dal 1340 al 1366, e moderatore della confraternita del Santissimo Sacramento.

### Ministero episcopale
Il 29 settembre 2023 papa Francesco lo ha nominato vescovo di Helsinki; è succeduto a Teemu Sippo, S.C.I, precedentemente dimessosi per motivi di salute. Ha ricevuto l'ordinazione episcopale il 25 novembre successivo nella chiesa evangelica luterana di San Giovanni a Helsinki, viste le ridotte dimensioni della locale cattedrale cattolica (Cattedrale di Sant'Enrico), dal cardinale Anders Arborelius, vescovo di Stoccolma; co-consacranti l'arcivescovo Julio Murat, nunzio apostolico in Norvegia, Svezia, Finlandia, Danimarca e Islanda, e il vescovo Teemu Sippo, vescovo emerito di Helsinki. A questo rito, celebrato in quattro lingue - finlandese, latino, inglese e basco - hanno preso parte più di 15 000 persone. Erano presenti anche sedici vescovi cattolici, tra cui l'arcivescovo di Burgos Mario Iceta Gavicagogeascoa, il vescovo di Bilbao Joseba Segura Etxezarraga, l'amministratore apostolico dell'Estonia Philippe Jean-Charles Jourdan, quattro vescovi ortodossi e quattro della Chiesa evangelica luterana finlandese, il prelato dell'Opus Dei Fernando Ocáriz Braña, venti pastori protestanti e 1750 fedeli di diverse confessioni cristiane. Dopo la cerimonia, monsignor Goyarrola ha salutato il clero finlandese e, citando papa Francesco, ha commentato che "se ovunque c'è bisogno di pastori che odorino di pecora, qui dobbiamo odorare anche di renna e sacrificare la nostra vita per tutti". Nel pomeriggio dello stesso giorno si è recato nella cattedrale di Sant'Enrico e ha preso possesso della diocesi.
Dall'11 settembre 2024 è vicepresidente della Conferenza episcopale della Scandinavia, nella quale sono riuniti i vescovi di Danimarca, Finlandia, Islanda, Norvegia e Svezia.

## Opere
- Raimo Ramón Goyarrola Belda, Iglesia de Roma y ministerio petrino. Estudio sobre el sujeto del primado (sedes o sedens) en la literatura teológica postconciliar, collana Dissertationes. Series theologica, Roma, Edizioni Università della Santa Croce, 2002,  pp. VI, 500, ISBN 978-88-8333-041-4.
- Raimo Ramón Goyarrola Belda, Eutanasia. Muutamia lääketieteellisiä ja eettisiä kysymyksiä, Helsinki, KATT, 2013, ISBN 978-952-9627-79-0.
- Raimo Ramón Goyarrola Belda, Kirjeitä taivaasta – Iloiset salaisuudet, Helsinki, KATT, 2016, ISBN 978-952-7153-00-0.
- Raimo Ramón Goyarrola Belda, Kirjeitä taivaasta II – Valoisat salaisuudet, Helsinki, KATT, 2018, ISBN 978-952-7153-26-0.
- Raimo Ramón Goyarrola Belda, Cálido viento del norte: relatos de los disidentes de las ideologías dominantes en Suecia, Noruega, Dinamarca y Finlandia, Islandia, Goenlandia y las Islas Feroe, a cura di José Miguel Cejas, Madrid, Rialp, 2016,  pp. 68-75, ISBN 978-3-86357-214-3.
- Raimo Ramón Goyarrola Belda, Ihmiselämä äidin kohdussa, Helsinki, KATT, 2019, ISBN 978-952-7153-31-4.
- Raimo Ramón Goyarrola Belda, Kirjeitä taivaasta III – Murheelliset salaisuudet, Helsinki, KATT, 2021, ISBN 978-952-7153-56-7.
- Raimo Ramón Goyarrola Belda, Kirjeitä taivaasta IV – Kunniakkaat salaisuudet, Helsinki, KATT, 2022, ISBN 978-952-7153-64-2.

## Genealogia episcopale
La genealogia episcopale è:
- Cardinale Scipione Rebiba
- Cardinale Giulio Antonio Santori
- Cardinale Girolamo Bernerio, O.P.
- Arcivescovo Galeazzo Sanvitale
- Cardinale Ludovico Ludovisi
- Cardinale Luigi Caetani
- Cardinale Ulderico Carpegna
- Cardinale Paluzzo Paluzzi Altieri degli Albertoni
- Papa Benedetto XIII
- Papa Benedetto XIV
- Papa Clemente XIII
- Cardinale Marcantonio Colonna
- Cardinale Giacinto Sigismondo Gerdil, B.
- Cardinale Giulio Maria della Somaglia
- Cardinale Carlo Odescalchi, S.I.
- Vescovo Eugène de Mazenod, O.M.I.
- Cardinale Joseph Hippolyte Guibert, O.M.I.
- Cardinale François-Marie-Benjamin Richard de la Vergne
- Cardinale Pietro Gasparri
- Arcivescovo Cesare Orsenigo
- Cardinale Josef Frings
- Vescovo Helmut Hermann Wittler
- Vescovo Hubert Brandenburg
- Cardinale Anders Arborelius, O.C.D.
- Vescovo Raimo Ramón Goyarrola Belda